# Friedenskirche (Hesserode)

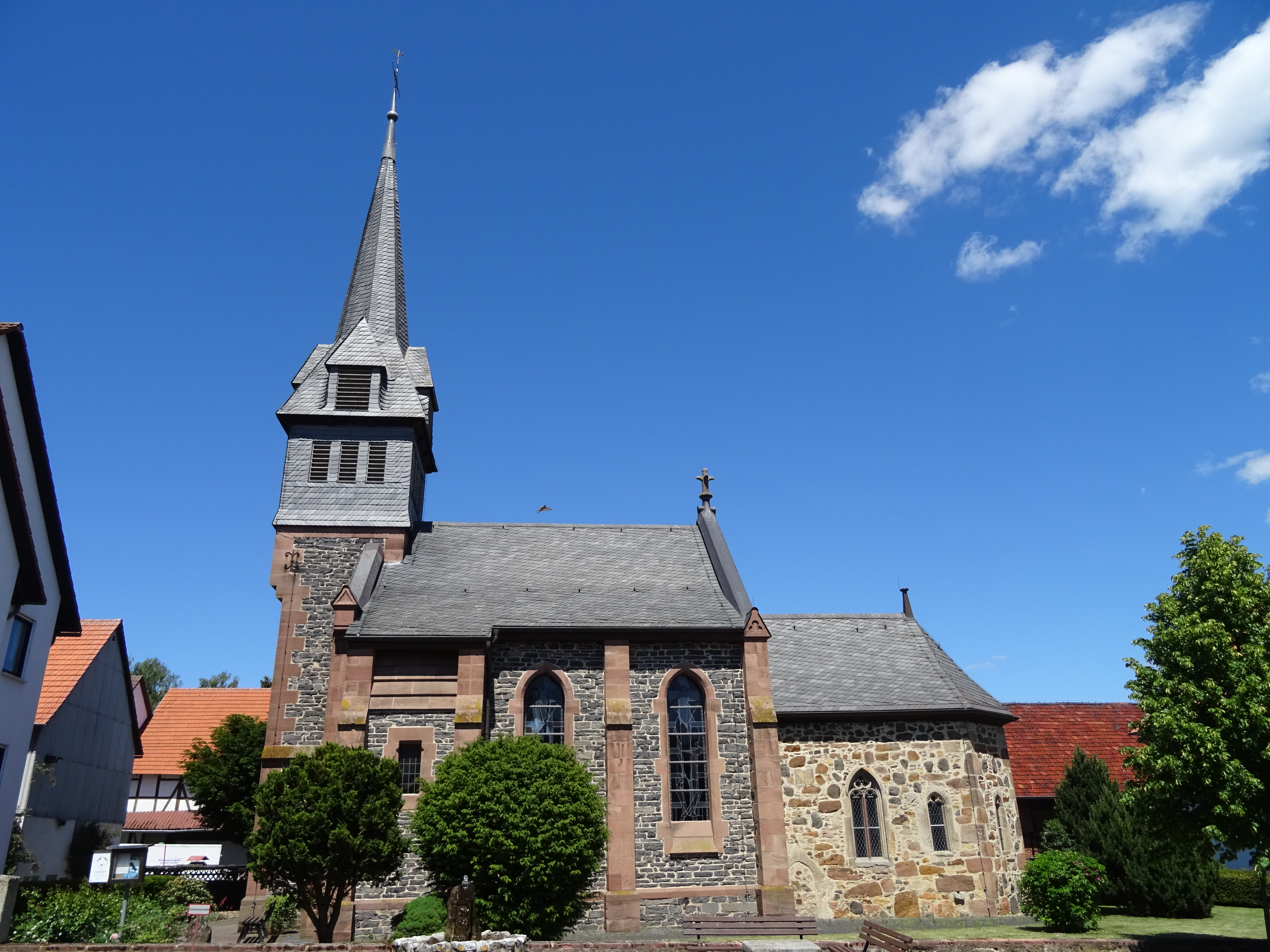
Friedenskirche

Die evangelische Friedenskirche ist ein denkmalgeschütztes Kirchengebäude im Ortsteil Hesserode der Gemeinde Felsberg im Schwalm-Eder-Kreis in Hessen. Sie gehört zum Kirchenkreis Schwalm-Eder im Sprengel Marburg der Evangelischen Kirche von Kurhessen-Waldeck.

## Beschreibung
Der gotische Chor aus zwei Jochen und einem 5/8-Schluss ist innen mit einem Kreuzrippengewölbe auf Konsolen überspannt, deren Schlusssteine mit Reliefs versehen sind. Das mit einem Satteldach bedeckte Langhaus aus drei Jochen, dessen Längswände von Strebepfeilern gestützt werden, und der quadratische Kirchturm wurden 1879 im neugotischen Baustil gebaut. Auf dem obersten, schiefergedeckten Geschoss des Turms sitzt der Stumpf eines Pyramidendaches mit vier Dachgauben, der sich in einem achtseitigen, spitzen Helm fortsetzt.